# Dekanat włocławski II
Dekanat włocławski II – jeden z 33 dekanatów rzymskokatolickiej diecezji włocławskiej.
W skład dekanatu wchodzą następujące parafie:
- parafia św. Stanisława we Włocławku
- parafia Najświętszego Serca Jezusowego we Włocławku
- parafia Narodzenia NMP i św. Jana Apostoła we Włocławku
- parafia św. Maksymiliana we Włocławku
- parafia Ducha Świętego we Włocławku
- parafia Matki Bożej Fatimskiej we Włocławku
  - sanktuarium Męczeństwa bł. Jerzego Popiełuszki
- parafia św. Bartłomieja Apostoła w Smólniku

Dziekan dekanatu włocławskiego II
- ks. kan. Roman Żerkowski – proboszcz parafii Narodzenia NMP i św. Jana Ewangelisty we Włocławku

Wicedziekan
- ks. kan. dr Lesław Politowski – proboszcz parafii św. Maksymiliana we Włocławku

Ojciec duchowny
- o. Damian Mieczysław Kosecki CCG –  proboszcz parafii Matki Bożej Fatimskiej we Włocławku